# Gymnocalycium horstii
Gymnocalycium horstii (Buining, 1970; укр. Гімнокаліціум Горста (Хорста), гімнокаліціум горсті) — кактус з роду гімнокаліціум (підрід Microsemineum).

## Етимологія
Видова назва дана на честь Леопольдо Горста (1941—1987; нім. Leopoldo Horst) — німецького дослідника кактусної флори Бразилії, відомого першовідкривача і збирача кактусів ХХ століття, експортера рослин з Ріу-Гранді-ду-Сул, Бразилія, одного з найвідоміших збирачів кактусів під акронімом Н.

## Загальна біоморфологічна характеристика

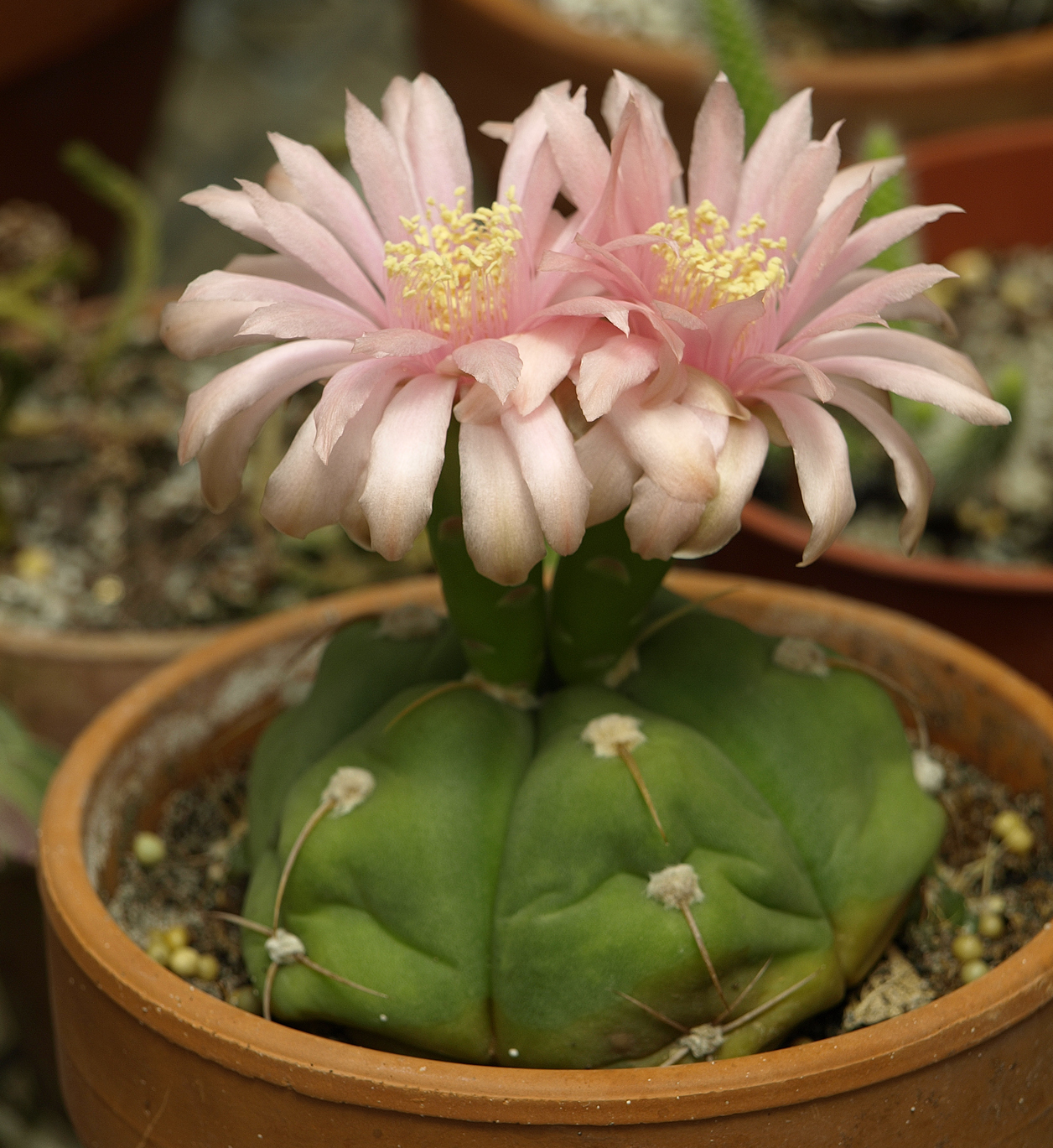
Квітучий Gymnocalycium horstii

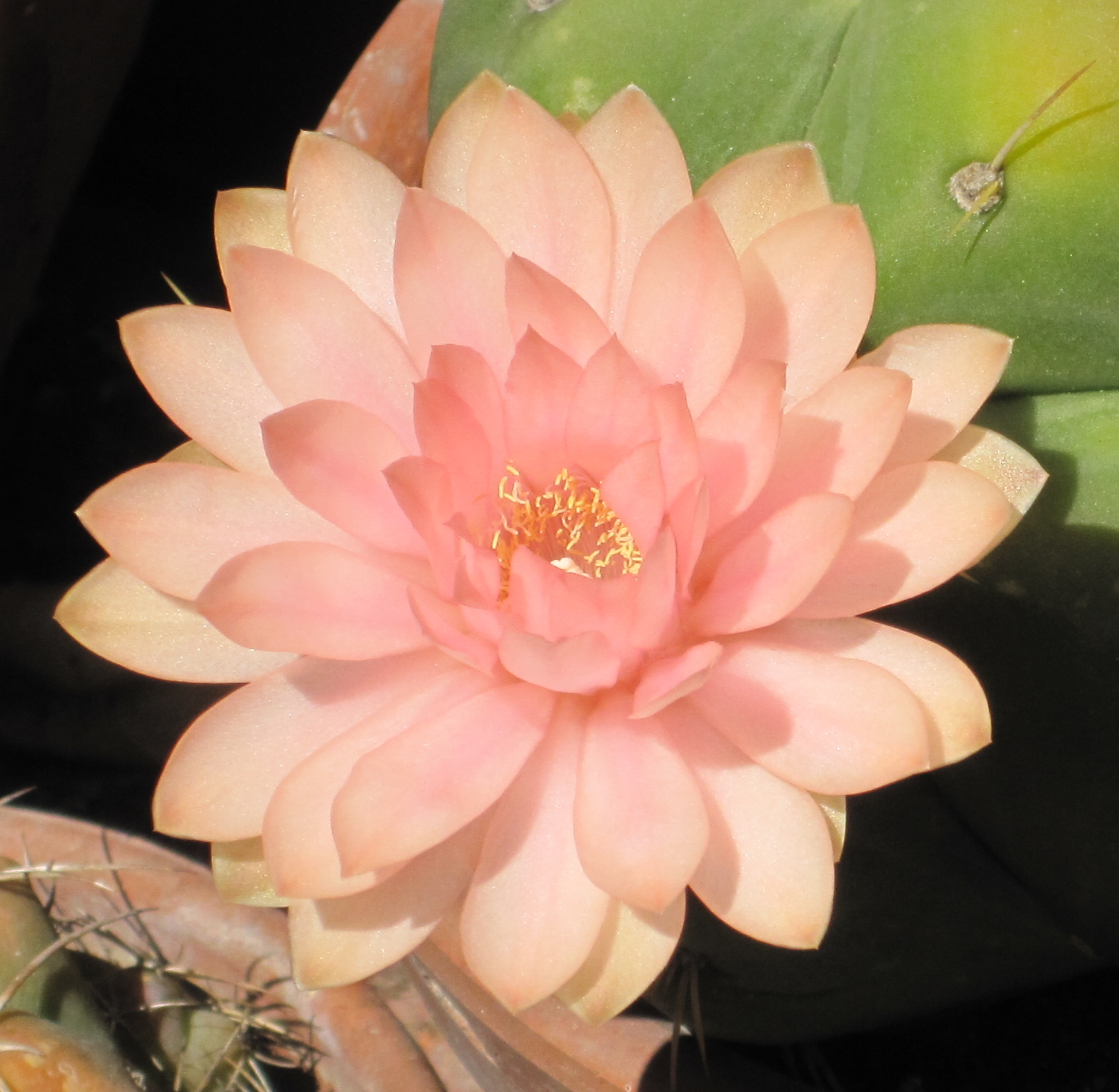
Квітка Gymnocalycium horstii

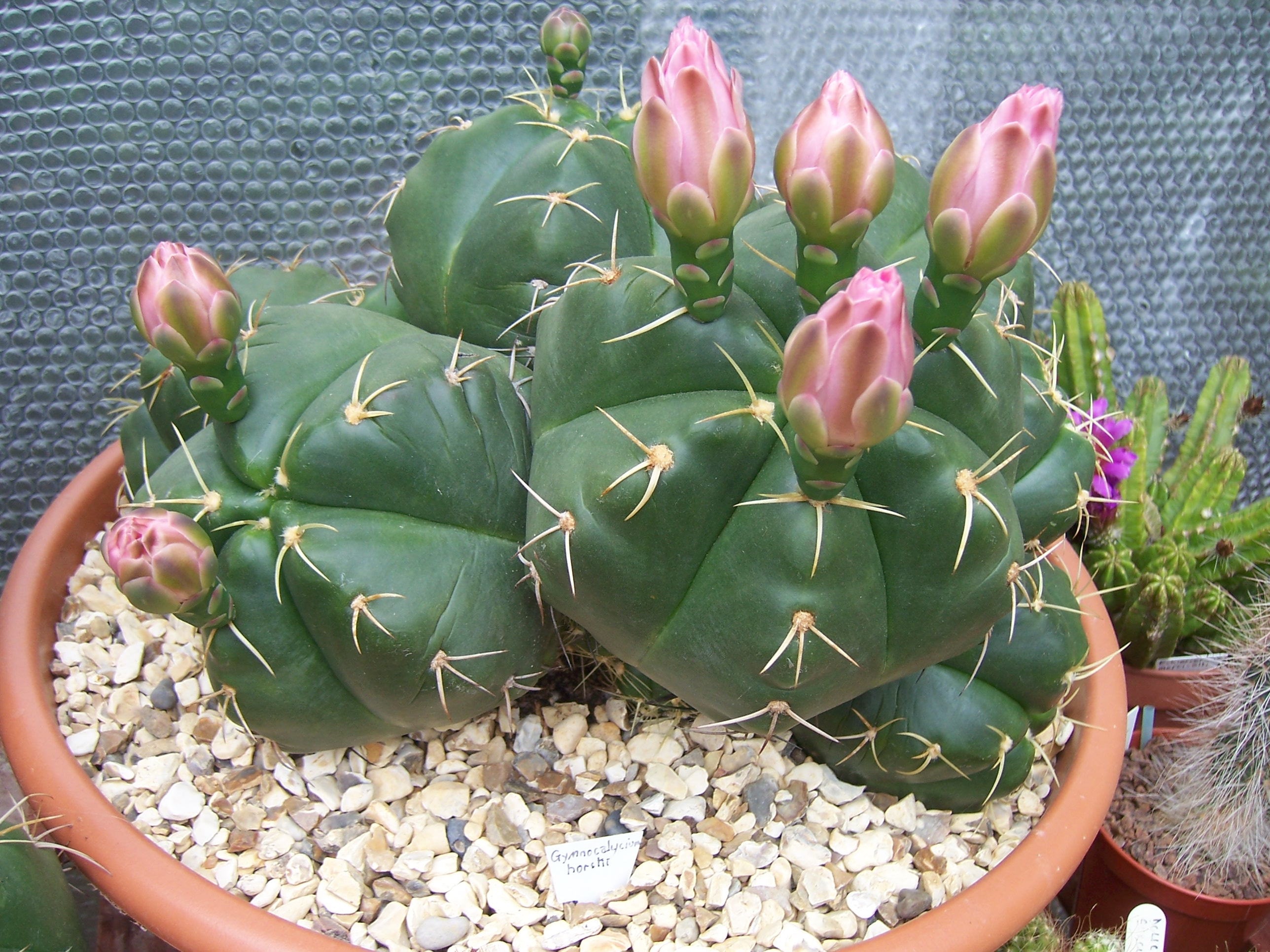
Gymnocalycium horstii з бутонами в культурі

Рослини спочатку ростуть поодиноко, з віком формують групи. Стебло кулясте, яскраво-зелене, до 20 см заввишки і в діаметрі. Ребер 5-6, але зустрічаються і 3- 4-реберні рослини, широкі, округлі, поперечні борозни глибокі. Колючок звичайно 5, світло-жовті, одна звернена донизу, інші — по сторонам, прямі або трохи зігнуті, до 3 см завдовжки. Квіти від вершково-білих до блідо-лілово-рожевих, до 11 см завдовжки і в діаметрі. Плоди яйцеподібні, сині-зелені.

## Ареал
Цей вид є ендемічним для Бразилії, де він зустрічається у провінції Ріу-Гранді-ду-Сул.

## Екологія
Росте на кам'янистих відслоненнях пасовищ пампи на висоті близько 300 м над рівнем моря.

## Охорона у природі
Gymnocalycium horstii входить до Червоного списку Міжнародного Союзу Охорони Природи, стан — під загрозою зникнення.
Gymnocalycium horstii має відносно широкий ареал (близько 40 000 км²), але популяції малочисельні і сильно фрагментовані. Вони піддаються тиску від випасання худоби, сільського господарства, лісового господарства евкаліпта, інвазивних трав, незаконного збору, пожеж. Всі ці фактори викликали скорочення популяції на близько 60 відсотків за останні 10 років. У найближчому майбутньому не передбачається, що ці загрози будуть зменшені.

## Різновиди
Підвид Gymnocalycium horstii var. buenekeri Buining має темніший і тьмяніший епідерміс і відрізняється від типового виду жорсткішими колючками. Квітка при тій же величині яскраво-рожева, відцвітає через дві доби.
Вид і підвид ростуть в південній Бразилії в Ріу-Гранді-ду-Сул поблизу Накапани, але все ж на відстані 200 км один від одного. У природі вид росте трохи захищеним на крутих схилах столових гір, підвид росте вільно на плоских скелях по трав'янистих краях і, можливо, тому має темніший колір.

## Утримання в культурі
Догляд за цими рослинами повинен орієнтуватися на їх походження, тобто їх потрібно утримувати не так, як аргентинські гімнокаліціуми.
Gymnocalycium horstii потребує пухкого глинистомго ґрунту і високої температури протягом усього року. Занадто холодна зимівля призводить до чахлості рослин; оптимальні умови: температура 12-15 °С при зовсім легкій вологості.
Влітку рослини виносять в дуже тепле місце розташування, причому в перехідний період необхідно захищати епідерміс від опіків.
Вид і підвид квітнуть з кінця травня до серпня, в залежності від стану рослини. Влітку рослини можна рясно поливати, завдяки чому вони стають кам'яно-твердими.